# Bataille de Slavoutytch
Invasion de l'Ukraine par la Russie de 2022, Offensive de Kiev
Batailles
Offensive de Kiev (Jytomyr, Kiev) : 
- 1re Hostomel
- Tchernobyl
- Ivankiv
- Kiev
- 2e Hostomel
- Vassylkiv
- Boutcha
- Irpin
  - Bombardement de réfugiés
- Jytomyr
- Mochtchoun
- Makariv
- Brovary

Offensive du Nord (Tchernihiv, Soumy) :
- Hloukhiv
- Slavoutytch
- Bombardements
- Soumy
- Trostianets
- Tchernihiv
- Okhtyrka
- Lebedyn
- Konotop
- Romny
- Desna
- Escarmouches frontalières

Russie  (Briansk, Belgorod) :
- Incursions en Russie occidentale
  - Oblast de Briansk
  - Oblasts de Belgorod et de Koursk
    - Incursions de 2024

  - Bombardement de Belgorod
- Oblast de Koursk (août 2024)

Campagne de l'Est (Donetsk, Louhansk, Kharkiv)
Kharkiv :
- 1re Kharkiv
  - Tchouhouïv
  - Bombardements : en février
  - en mars
  - en avril
  - du bâtiment administratif
- Izioum
- 2e Kharkiv
  - Balaklia
  - 1re Koupiansk
  - Chevtchenkove
- 3e Kharkiv

Nord du Donbass:
- Starobilsk
- Sloviansk
  - Dovhenke
  - 1re Lyman
  - Sviatohirsk
  - Bohorodychne et Krasnopillia
  - Bombardements : Bilohorivka
  - Kramatorsk
- Sievierodonetsk
  - Kreminna
  - Donets
  - Roubijné
  - Popasna
  - Tochkivka
  - Massacre
- Lyssytchansk
- 2e Kharkiv
  - Balaklia
  - 1re Koupiansk
  - Chevtchenkove
  - 2e Lyman
- Oblast de Louhansk
  - Ligne Svatove-Kreminna
  - Serebryansky
  - 2e Koupiansk

 Centre du Donbass:
- Horlivka
- Popasna
- Svitlodarsk
- Bakhmout
  - Soledar
- Siversk
- Tchassiv Iar
- Toretsk

Sud du Donbass :
- Volnovakha
- Marioupol
  - Bombardements : de l'hôpital
  - du théâtre
  - de l'école d'art
- Pisky
- Vouhledar
  - Pavlivka
- Marïnka
- Contre-offensive de 2023
- Avdiïvka
- Novomykhaïlivka
- Pokrovsk
  - Krasnohorivka
  - Toretsk
- Bombardements :
- Makiïvka
- Donetsk

Campagne du Sud (Mykolaïv, Kherson, Zaporijjia)
- 1re Kherson
- Odessa
- Melitopol
- Mykolaïv
  - Bombardements : à fragmentation
  - du bâtiment administratif
- 1re Berdiansk
- Zaporijjia
- Tchornobaïvka
- Enerhodar
- Voznessensk
- Houliaïpole
- Davydiv Brid
- 2e Berdiansk
- Nova Kakhovka
- 2e Kherson
  - Doudtchany
- Dniepr
- Tchoulakivka
- Contre-offensive de 2023
  - Robotyne

Frappes aériennes dans l'Ouest et le Centre de l'Ukraine
- Lviv (02/2022)
- Vinnytsia (03/2022)
- Yavoriv (03/2022)
- Deliatyne (03/2022)
- Dnipro

Guerre navale
- Île des Serpents (02/2022)
- Moskva (04/2022)

Attaques en Crimée
- Novofedorivka (08/2022)
- Djankoï (08/2022)
- Pont de Crimée (10/2022)
- Base navale de Sébastopol (10/2022)
- Pont de Crimée (07/2023)
- Base navale de Sébastopol (09/2023)

Débordement
- Aéroport de Millerovo
- Sabotages en Russie
- Attaques en Transnistrie
- Sabotage des gazoducs Nord Stream
- Terrain d'entraînement militaire de Soloti
- Explosions en Pologne
- Bases aériennes de Dyagilevo et Engels-2
- Base aérienne de Minsk-Matchoulichtchi
- Crise russo-moldave de 2023
  - Accusations de tentative de coup d'État en Moldavie
- Incident de drone de 2023 en mer Noire
- Rébellion du groupe Wagner

Massacres
- Tchernihiv
- Boutcha
- Borodianka
- Olenivka
- Izioum

La bataille de Slavoutytch est un engagement militaire qui a lieu pendant l'offensive de Kiev de l'invasion russe de l'Ukraine en 2022 dans la ville de Slavoutytch, une localité construite à cet effet pour les travailleurs de la zone d'exclusion de Tchernobyl. Les forces russes ont attaqué et assiégé la ville pendant neuf jours en mars 2022, l'occupant brièvement avant de rendre le contrôle de la ville aux autorités ukrainiennes avec la réduction de l'offensive de Kiev et la focalisation accrue de la Russie sur les offensives dans la région du Donbass.

## Chronologie

### Siège initial et crise humanitaire
Les forces russes encerclent Slavoutytch le 18 mars, assiégeant la ville et coupant tout approvisionnement en nourriture et en médicaments de l'extérieur de la ville. L'approvisionnement en électricité de la ville a été suspendu ; après que les employés d'Ukrenergo ont réparé les lignes électriques endommagées pour reconnecter la ville, les forces russes les ont à nouveau endommagées. Des points de contrôle de sécurité ont été installés à la périphérie de la ville, bien que l'évacuation des civils de la ville soit restée impossible.
Les combats s'intensifient dans la région de Slavoutytch le 23 mars, après que les forces russes ont ouvert le feu sur un poste de contrôle de sécurité à la périphérie de la ville. Le bombardement de la périphérie de Slavoutytch se poursuivit jusqu'au 24 mars, les conditions dans la ville assiégée étant décrites comme une « catastrophe humanitaire ». Le 25 mars, des informations révèlent que des tireurs d'élite russes s'étaient potentiellement infiltrés dans la ville ; En conséquence, le conseil municipal de Slavoutytch décrète un couvre-feu, interdisant aux habitants de se déplacer dans la ville.

### Bataille et retrait russe
Le 26 mars, les forces armées russes commencent à avancer dans la banlieue de Slavoutytch, bombardant des zones résidentielles et tuant des civils. L'hôpital de la ville a été occupé par les forces russes. Des rapports ont révélé que les troupes russes avaient enlevé le maire de Slavoutytch, Iouri Fomitchev ; il a finalement été libéré à temps pour s'adresser à un rassemblement de protestation contre l'invasion russe qui a eu lieu plus tard dans la journée sur la place de la ville. Plus de 5 000 habitants de la ville ont pris part à la manifestation pacifique, jusqu'à ce qu'il soit interrompu par des troupes russes tirant des coups de semonce et lançant des grenades assourdissantes dans la foule, blessant au moins un civil. Des images de manifestants fuyant des grenades assourdissantes ont circulé en ligne dans le monde entier ; l'attaque d'un rassemblement de protestation pacifique de civils est un crime de guerre.
Dans une allocution lors du rassemblement de protestation, le maire de Slavoutytch a assuré aux forces russes qu'il n'y avait pas de forces militaires ou d'armes dans la ville, leur disant qu'elles devaient se retirer en conséquence. Par la suite, les forces russes se sont retirées du centre-ville vers la banlieue extérieure de la ville. Le 27 mars, les forces armées ukrainiennes ont tenté de repousser les troupes russes hors de la ville en utilisant des tirs d'artillerie lancés depuis l'extérieur de Slavoutytch, bien que les Ukrainiens aient été contraints de cesser les tirs d'artillerie plus tard dans la journée pour éviter d'endommager les zones résidentielles et mise en danger des civils.
Le maire de Slavoutytch a accepté d'autoriser les forces russes à fouiller la ville à la recherche d'armes afin qu'elles acceptent de se retirer de la ville. Ce processus s'est achevé le 27 mars et les troupes russes ont mis fin à leur occupation de Slavoutytch. Par la suite, des couloirs humanitaires ont été établis afin de permettre l'entrée de fournitures et d'aide humanitaire dans la ville et de donner aux civils la possibilité d'évacuer pour la première fois en neuf jours.